# Основная линейная модель
Основная линейная модель в математической статистике — название класса статистических моделей, удовлетворяющих условию
{\displaystyle \mathbf {Y} =\mathbf {X} \mathbf {B} +\mathbf {U} ,}
где Y есть матрица, включающая описываемые измерения, В — матрица, включающая параметры, представляющие интерес для исследования, Х — матрица, включающая постоянные коэффициенты, и U — матрица случайных ошибок. Модели, в которых каждая координата вектора  Х является целым числом (0 или 1) и обозначает групповую принадлежность, применяются при дисперсионном анализе. Модели, в которых Х является непрерывной числовой переменной, применяются при регрессионном анализе. Модели, в которых присутствуют оба вида значений Х, применяются при ковариационном анализе.